# Gásafelli (Streymoy)
GásafelIi (Streymoy) è un rilievo alto 477 metri sul mare situato sull'isola di Streymoy, la maggiore dell'arcipelago delle Isole Fær Øer, in Danimarca.